# Pedro Almeida
Pedro Miguel Baltazar Almeida (sinh ngày 5 tháng 4 năm 1993) là một cầu thủ bóng đá người Bồ Đào Nha thi đấu cho C.D. Mafra ở vị trí hậu vệ phải.

## Sự nghiệp bóng đá
Sinh ra ở Porto Salvo, Oeiras, Almeida thi đấu bóng đá trẻ cùng với S.L. Benfica từ 2001 đến 2011. Sau đó, anh gia nhập U.D. Leiria trong năm cuối cùng anh là cầu thủ trẻ.
Vào ngày 29 tháng 4 năm 2012, Almeida ra mắt tại Giải bóng đá vô địch quốc gia Bồ Đào Nha, là một trong 8 cầu thủ duy nhất được Leiria đưa vào sân – do khủng hoảng tài chính quá lớn – trong thất bại 0–4 trên sân nhà trước C.D. Feirense.